# Aristolochia cucurbitifolia
Aristolochia cucurbitifolia är en piprankeväxtart som beskrevs av Bunzo Hayata. Aristolochia cucurbitifolia ingår i släktet piprankor, och familjen piprankeväxter. Inga underarter finns listade i Catalogue of Life.